# واين سميث (لاعب دوري الرغبي)
واين سميث (بالإنجليزية: Wayne Smith)‏ هو لاعب دوري الرغبي أسترالي، ولد في 1956.